# Kuzey Tunçelli
Kuzey Tunçelli (Kocaeli, 30 agosto 2007) è un nuotatore turco.

## Biografia
Nel corso del 2023 conquista due ori mondiali ed un oro europeo a livello giovanile. L'anno successivo prende parte ai mondiali di Doha, durante i quali riesce a raggiungere la finale nei 1500 metri stile libero e firma, in 7'48"53, il nuovo record nazionale negli 800 metri stile libero. Sempre nel 2024, nella medesima specialità, sale sul gradino più alto del podio a soli sedici anni agli europei di Belgrado 2024. Pochi giorni dopo, agli europei giovanili di Vilnius, sigla il record nazionale sia nella distanza più lunga (con il crono di 14'41"89, che vale anche il nuovo record mondiale giovanile), sia negli 800 metri stile libero (in 7'48"01).
Ancora sedicenne, ha rappresentato la Turchia ai Giochi olimpici estivi di Parigi 2024, dove è stato eliminato in batteria negli 800 m stile libero con l'11º posto, realizzando il primato nazionale della disciplina grazie al tempo di 7'47"29. Nei 1500 m è invece approdato in finale ed ha chiuso 5º con il tempo di 14'41"22, migliorando il primato nazionale e quello mondiale U18. A dicembre vince la medaglia di bronzo nei 1500 metri stile libero ai mondiali in vasca corta di Budapest.

## Palmarès
- Mondiali in vasca corta

Budapest 2024: bronzo nei 1500m sl.
- Europei

Belgrado 2024: oro nei 1500m sl.
- Mondiali giovanili

Netanya 2023: oro negli 800m sl e nei 1500m sl.
- Europei giovanili

Belgrado 2023: oro nei 1500m sl, bronzo negli 800m sl.
Vilnius 2024: oro negli 800m sl e nei 1500m sl, bronzo nella 4x200m sl.
Šamorín 2025: oro negli 800m sl e nei 1500m sl, bronzo nei 400m sl e nella 4x200m sl.